# 信州なかの
信州 なかの（しんしゅう なかの）は、長野県中野市により制作された日本のバーチャルYouTuber。

## 概要
2021年5月に活動開始。中野市の巡り逢いの丘にある「月の兎」の形をした自然石「巡り逢いの巨石」の化身として誕生。コロナ禍で農作物をアピールするイベントの開催が難しくなったのがキャラクター制作のきっかけ。中野市の知名度向上を図る上で、若年層や外国人に人気のVtuberで注目を集める作戦とした。

動画では中野市で生産する農産物の品種や特長を紹介する。2024年2月には市の公用車に信州なかのをラッピングして「痛車」に改装。職員が業務で利用する他に市長が県外での公務にて使用するとし、市内外のイベントに登場している。
もう一人の信州なかのとして、朧月の浮かぶ夜に「よるナカノ」が誕生している。

## 人物
- 年齢は「巡り逢いの巨石」と同じ。性別は「神様」。身長は「中野市の世帯数で増減する？」、体重は「石なので見た目より重い」としている[広報 2][1]。
  - よるナカノは性別、年齢、身長、体重は信州なかのと同じ[広報 2][1]。
- 「なっちょ[注 2]」、「おたのもしゃんす[注 3]」を挨拶に使用している。両者とも北信地方の方言に由来する。